# Ols-et-Rinhodes
Ols-et-Rinhodes é uma comuna francesa na região administrativa de Occitânia, no departamento de Aveyron. Estende-se por uma área de 10,82 km². Em 2010 a comuna tinha 176 habitantes (densidade: 16,3 hab./km²).